# Nerf zygomatico-temporal
Le nerf zygomaticotemporal (ou rameau zygomatico-temporal) est une des branches terminales du nerf zygomatique. 

## Trajet
Le nerf zygomatico-temporal longe la paroi latérale de l'orbite dans une rainure de l'os zygomatique, reçoit une branche du nerf lacrymal et traverse le foramen zygomatico-orbitaire de l'os zygomatique, emprunte le canal temporo-malaire, puis le canalicule temporal pour ressortir dans la fosse temporale par le foramen zygomatico-temporal.
Il monte entre l'os et le muscle temporal, perce le fascia temporal environ 2,5 cm au-dessus de l'arcade zygomatique, et se distribue à la peau du front. 
À cet endroit, le nerf communique avec le nerf facial et avec la branche auriculotemporale du nerf mandibulaire.
En perçant le fascia temporal, il donne une petite branche passant entre les deux couches du fascia jusqu'à l'angle latéral de l'orbite.